# Nesohedyotis arborea
Nesohedyotis arborea là một loài thực vật có hoa trong họ Thiến thảo. Loài này được (Roxb.) Bremek. mô tả khoa học đầu tiên năm 1952.